# Gymnoscopelus braueri
Gymnoscopelus braueri és una espècie de peix de la família dels mictòfids i de l'ordre dels mictofiformes.

## Morfologia
- Els mascles poden assolir 13,2 cm de longitud total.[3][4]

## Alimentació
Menja principalment Euphausia superba i, també, copèpodes (Euchaeta antarctica i Rhincalanus gigas), amfípodes (Primno macropa i Themisto gaudichaudii) i l'eufausiaci Thysanoessa macrura.

## Hàbitat
És un peix marí i d'aigües profundes que viu fins als 2.700 m de fondària.

## Distribució geogràfica
Es troba a tots els oceans de l'hemisferi sud.